# Gimpobon-dong
Gimpobon-dong (koreanska: 김포본동) är en stadsdel i kommunen Gimpo i provinsen Gyeonggi i Sydkorea, 25 km väster om huvudstaden Seoul.
Stadsdelen fick sitt nuvarande namn 18 april 2017. Dessförinnan hette den Gimpo 1(il)-dong (김포1동).